# Okręg Parthenay
Okręg Parthenay (fr. Arrondissement de Parthenay) – okręg w zachodniej Francji. Populacja wynosi 63 500.

## Podział administracyjny
W skład okręgu wchodzą następujące kantony:
- Airvault,
- Mazières-en-Gâtine,
- Ménigoute,
- Moncoutant,
- Parthenay,
- Saint-Loup-Lamairé,
- Secondigny,
- Thénezay.